# Armadillidium spinosum
Armadillidium spinosum är en kräftdjursart som beskrevs av Schmoelzer 1955. Armadillidium spinosum ingår i släktet Armadillidium och familjen klotgråsuggor. Inga underarter finns listade i Catalogue of Life.